# Elise Engels
Elise (Elisabeth) Franziska Mauritia Engels, geb. van Haar (* 22. April 1797 in Hamm/Westfalen; † 29. Oktober 1873 in Engelskirchen), war die Mutter von Friedrich Engels, der gemeinsam mit Karl Marx die Gesellschaftstheorie des Marxismus begründete.

## Leben

### Herkunft und Erziehung
Elise Engels, geboren als fünftes von sieben Kindern, war die Tochter des Gymnasiallehrers Gerhard Bernhard van Haar und der Pfarrerstochter Franziska Christina van Haar, geb. Snetlage. Ihre Mutter entstammte einer angesehenen, protestantisch-reformierten Theologenfamilie, während sich ihr Vater aus ärmlichen Verhältnissen zum Gymnasiallehrer hochgearbeitet hatte und später sogar zum zweiten Rektor aufstieg. Seine wissenschaftlichen Ambitionen widmete ihr Vater insbesondere der Theologie, beschäftigte sich aber auch mit anderen Gebieten wie der Philosophie. Ihre Mutter führte den Haushalt alleine mit fester Hand.
In der evangelischen Kirche wurde Elise am 24. April 1797 getauft. Sie erfuhr eine streng religiöse Erziehung, die durch den engen Kontakt ihres Vaters zum Pietisten Samuel Collenbusch stark vom Pietismus geprägt war. Die Eltern kümmerten sich auch um die Bildung ihrer Töchter, die als Ehefrauen den kognitiven Anforderungen eines Mannes aus der gehobenen Gesellschaft genügen sollten. Im Rahmen ihrer schulischen Ausbildung besuchte Elise zeitweise das Erziehungsinstitut für „Höhere Töchter“ der Louise Wilhelmine Bilefeld zu Hamm. Insgesamt wuchs Elise behütet und ohne finanzielle Not auf.
Im Alter von 15 Jahren wurde Elise zu Ostern 1813 durch ihren Onkel, den pietistischen Pfarrer Johann Christopher Koppelmann, in Ohne konfirmiert. Es ist davon auszugehen, dass Elise bereits seit 1811 im Haushalt ihres Onkels lebte und Konfirmandenunterricht sowie pietistische Unterweisungen erhielt. Im Jahr 1815 verbrachte sie einige Zeit bei ihrem Schwager Bernhard Moritz Snetlage in Berlin in Pension, was aus einem Brief ihres Vaters an Snetlage hervorgeht.

### Kontakt und Eheschließung mit Friedrich Engels sen.
1805 entschied sich Johann Caspar Engels, seinen Sohn Johann Caspar aufgrund des guten Rufs des Rektors Gerhard Bernhard van Haar an das Hammer Gymnasium zu schicken. Johann Caspar lebte bis 1807 als Pensionsgast in Van Haars Haushalt, der dem Vater Engels regelmäßig kritisch über die Entwicklung seines Sohnes berichtete. Im Laufe der Zeit entstand zwischen den Familienoberhäuptern ein enges Verhältnis, das auf gegenseitiger Hochachtung und tiefem Vertrauen zueinander gründete. Die Familien verband außerdem die fromme, pietistische Ausrichtung und das große Interesse an Bildung und Kultur.

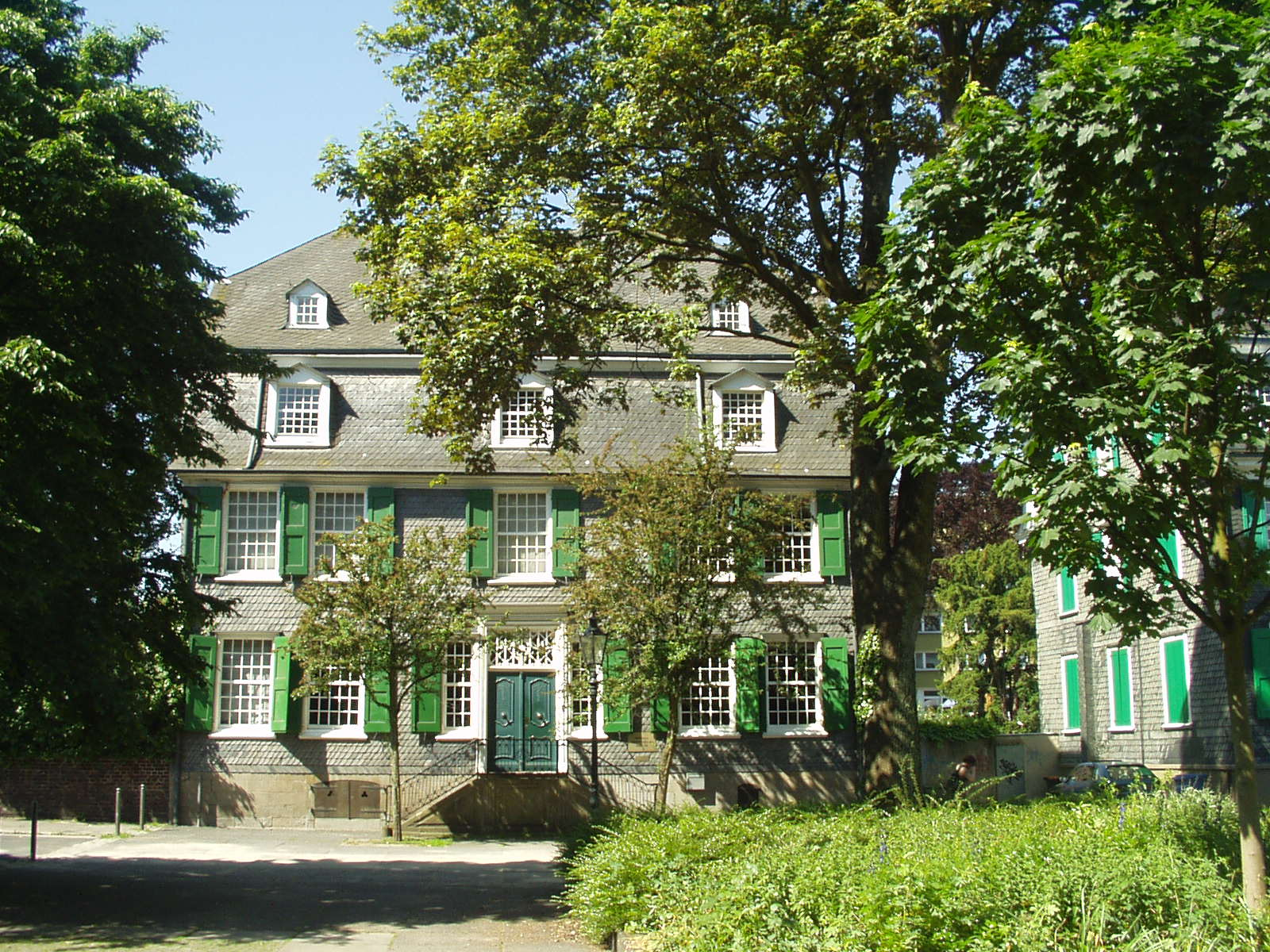
Engelshaus in Wuppertal-Barmen

Auch Elise besuchte die Familie Engels. Im Alter von 19 Jahren, in den Sommerferien 1816, lernte sie bei einem Aufenthalt im Haushalt der Engels den Bruder des früheren Pensionsgastes, ihren späteren Ehemann Friedrich Engels, näher kennen. Ein Brief von Friedrich Engels an Elise vom 21. September 1816 belegt, dass zwischen den beiden bereits eine enge Verbindung entstanden war: „O, es wird mir immer klarer, daß wir für einander geschaffen, daß unser Zusammentreffen von dem gütigen Gotte geleitet wurde.“ In den folgenden beiden Jahren standen sie in regem Briefwechsel, während Friedrich die Vorbereitungen traf, die Nachfolge seines Vaters anzutreten. Im Januar 1819 verlobten sie sich, am 9. September 1819 heirateten sie schließlich in Hamm (Westfalen). Die Ehe beruhte auf gegenseitiger Zuneigung und Liebe. Auch die sehr wohlhabende Familie Engels billigte und unterstützte die Heirat mit Elise, obgleich sie aus vergleichsweise einfachen Verhältnissen stammte. Nach der Eheschließung zog das Ehepaar in das gerade renovierte Haus „Bruch Nr. 173“, das der Familie Engels gehörte und in Sichtweite des heutigen Engelshauses lag.

### Ehe mit Friedrich Engels sen.
Die Eheleute pflegten zeitlebens ein liebevolles und vertrauensvolles Verhältnis. Dies belegt eine Vielzahl überlieferter Briefe, die Friedrich und Elise sich schrieben. Aus diesen geht unter anderem hervor, dass Friedrich Engels sen. seine Frau in alle geschäftlichen und privaten Angelegenheiten einbezog. Elise verfügte in allen Firmen über Brief- und Unterschriftenvollmacht. 
Das Ehepaar gehörte dem Wirtschaftsbürgertum an. Friedrich Engels sen. war ein wichtiger Investor der Textilindustrie, die in Wuppertal besonders bedeutsam war. So gründete er beispielsweise 1837 in Engelskirchen die Firma Ermen & Engels, die über 600 Arbeitskräfte beschäftigte.
In ihrer Freizeit musizierten sie gemeinsam und veranstalteten Hauskonzerte, an denen gelegentlich auch ihre Kinder mitwirkten. Aus der Ehe gingen neun Kinder hervor, ihr erstes Kind war Friedrich Engels. Nur ein Kind, Wilhelm, überlebte das Kindesalter nicht. Dies ist neben der guten wirtschaftlichen Situation der Familie nicht zuletzt auf die große mütterliche Fürsorge zurückzuführen, die Elise ihren Kindern zuteilwerden ließ. Elise und Friedrich Engels sen. pflegten grundsätzlich ein sehr liebevolles Verhältnis zu ihren Kindern und unterstützten sie bei ihren Vorhaben. Eine Ausnahme stellt ihr erster Sohn Friedrich Engels dar, dessen revolutionäre Ansichten das elterliche Verhältnis vor eine langjährige Zerreißprobe stellen sollten.

### Tod und Bestattung
Elise Engels lebte ab 1867 in der Villa Braunswerth, wo sie 1873 verstarb. Sie wurde an der Seite ihres 1860 verstorbenen Mannes auf dem Unterbarmer Friedhof bestattet.

## Verhältnis zu ihrem Sohn Friedrich Engels
Es ist belegt, dass es Anfang der 1840er Jahre zu ersten Auseinandersetzungen zwischen dem jungen Friedrich Engels und seinen Eltern gekommen ist. Der Vater schrieb 1842 an seinen Schwager Bernhard Moritz Snetlage: „Ich werde ihm erklären, daß ich um seinetwillen oder um seiner Gegenwart willen weder in religiöser noch in politischer Beziehung meine Ansichten weder ändern noch verbergen werde.“
In den Revolutionsjahren 1848/49 sah sich die Beziehung zwischen Mutter und Sohn einer besonderen Herausforderung ausgesetzt. Bemerkenswert ist, dass die Eltern ihren Sohn trotz der Marxschen Kritik am Vater kontinuierlich mit Geld versorgten. Als ihr Ehemann länger abwesend war, schickte Elise ihrem Sohn sogar einen kleinen Privatschatz, den ihr ihre Großmutter vermacht hatte und von dem niemand wusste, dass sie ihn besaß. Zwar wurde Elise nicht müde zu betonen, dass die finanzielle Unterstützung auf wackligen Beinen stehe, den Geldhahn würden die Eltern ihrem Sohn dennoch nie ganz zudrehen.

„Barmen, 2. Dezember 1848

[D]a du einen Weg gehst, den wir, gelinde gesagt, nicht billigen können, kannst Du auch nicht erwarten, dass wir Dich darin unterstützen, besonders da Du in einem Alter bist und die Fähigkeiten dazu hast, selbst für Dein Brot zu sorgen.
[...]

[A]uf eine dauerhafte, fortlaufende Unterstützung kannst Du nur rechnen, wenn Du diesen schroffen Weg verläßt, auf dem Du nun schon Jahre voran gehst, zu unserem großen Betrübniß und Deinem eigenen Verderben.“

In einem Brief von 1850 erneuerte sie die Forderung an ihren Sohn, einen anderen Weg einzuschlagen. Es sei ein sonderbares Verlangen, dass „ich einen Sohn unterhalten soll, der Grundsätze und Lehren in die Welt zu verbreiten sucht, die ich für ein Verderben für die Menschheit und für sündlich halte.“  Elise Engels übte scharfe Kritik an den revolutionären Ideen ihres Sohnes, die sie zumindest teilweise für ein Produkt seines Umfelds hielt. Gleichzeitig klagte sie ihrem Sohn ihr Leid, womit sie wohl auch versuchte, ihn zu einer Umkehr zu bewegen.

„Barmen, nach dem 4. Oktober 1848

Du wirst des Vaters Brief erhalten haben; gern hätte ich Dir damals einige Worte mitgeschrieben, aber mein Gemüt war zu zerrissen.  Du hast es nun bis auf die Spitze getrieben.
So oft ich Dich auch gebeten habe, nicht weiter zu gehn, hast Du andern, fremden Menschen  mehr gehört und das bittende Wort der Mutter ist Dir nichts gewesen. […]
Du bist jetzt von Deinen Freunden getrennt, entziehe Dich ihnen nun auch und gehe mal Deinen eignen Weg, oder höre mal auf ein Wort der Mutter. […] Das glaube mir aber, der Vater so wohl wie ich, werden den Tag segnen, wo Du wieder zu uns kommst und wieder unser Kind sein willst und einen Weg mit uns gehst.

 Schreibe bald Deiner tief betrübten Mutter.“

Das Verhältnis zwischen Elise und Friedrich Engels jun. verbesserte sich langsam im Laufe der 1850er Jahre. Friedrich Engels kehrte 1850 nach Manchester zurück, um in der Firma seines Vaters, Ermen & Engels, zu arbeiten. Aus der nun teils geschäftlichen Korrespondenz der späten 1850er Jahre mit den Eltern geht hervor, dass sich das elterliche Verhältnis entspannt hatte, obwohl Friedrich Engels Karl Marx weiterhin finanziell unterstützte. So schrieb Elise in einem Brief vom 21. Dezember 1858: „Ich wollte, Du könntest bei uns sein,“ Friedrich Engels sen. schrieb am 10. September 1858 an Elise: „Ich wohne wieder bei Friedrich […]. Friedrich sieht wieder recht wohl und ebenso stark wie früher aus.“ In der Zeit von 1850 bis 1869, in der Friedrich Engels im Unternehmen seines Vaters arbeitete, lobte Elise außerdem dessen aus ihrer Sicht gemäßigtere, politische Aktivitäten.

„Barmen, 1. April 1865

Deine Brochure habe ich gelesen und finde sie von Deinem Standpunkt betrachtet ganz gut; was mich besonders freut, ist, daß die Sprache darin weit ruhiger und, mögte ich sagen, anständiger ist wie die Sachen, die ich früher von Dir gelesen habe.“

Die Harmonie zwischen Mutter und Sohn hielt bis Anfang des Jahres 1870. Kurz vor ihrem Tod verschlechterte sich das Verhältnis zu ihrem Sohn allerdings erneut. Der Deutsch-Französische Krieg und die Entstehung der Pariser Kommune waren daran maßgeblich beteiligt. Besonders einprägsam ist der Brief, den Elise Engels nur zwei Jahre vor ihrem Tod, vermutlich aus Engelskirchen, absendete.

„Engelskirchen, 5. Juni 1871

Ich kann zwar nicht wissen, inwieweit Ihr ‚Internationale‘… bei den Pariser Greueln beteiligt seid; man scheint allerdings von Marx so zu denken...
 Emil Blank meinte, ich sollte Dir doch schreiben, daß Du dem Marx kein Geld gibst. …ich wünschte, Du hättest den Marx nie gesehn.
 Daß die Regierungen aufmerksam sind und sich diese 'Internationale' vom Halse halten, kann ich ihnen nach dem, was man in Paris erlebt hat, nicht verdenken.
 Gott wolle uns in Deutschland vor dergleichen bewahren. Es ist kein Wunder, daß in Paris 500 Menschen über allen Greueln und Schrecken den Verstand verloren haben.
 Was ich aber schwer fassen kann, ist, daß sich ein Gemüt, wie ich das Deinige kenne, an solchen Sachen beteiligen kann. Der Marx muß Dich ganz beherrschen, sonst begreife ich es nicht…
 Ich… bitte nur Gott, daß Er Dich frei machen wolle. Ihr lebt in einer Täuschung, denn so lange der Mensch nicht frei von Sünde ist, was er in dieser Welt nicht wird, kann auch Euer System, und wenn es noch so gut ist, nicht durchgeführt werden.“

Insgesamt war das Verhältnis zwischen Elise Engels und ihrem Sohn Friedrich Engels sehr wechselhaft und den Entwicklungen der Zeit unterworfen.
Trotz ihrer konservativen Grundeinstellung und ihrer scharfen Kritik an den politischen Ansichten des Sohnes hielt Elise Engels den Kontakt zu ihm stets aufrecht und unterstützte ihn finanziell. Selten für eine Frau der damaligen Zeit, setzte sie sich kritisch mit seinen Thesen auseinander.